# IndyCar Series
Die IndyCar Series ist eine von der IndyCar veranstaltete Automobilrennserie aus den Vereinigten Staaten. Die Serie stellt die nationale Meisterschaft dar. Sie wurde 1996 in Konkurrenz zu CARTs Indy Car World Series als Indy Racing League (IRL) gegründet. In ihren ersten Jahren fuhr sie nur Rennen auf Ovalkursen. Die Serie trägt seit 2003 ihren aktuellen Namen und fuhr 2005 erstmals auf natürlichen Rundstrecken. Bis 2007 teilte sie sich die Position als höchste US-Formelserie mit der CART-/Champ-Car-Meisterschaft. Diese ging zur Saison 2008 in die IndyCar Series auf. 2020 wurde die Serie an den ehemaligen CART-Mitgründer Roger Penske verkauft. Das bedeutendste Rennen der IndyCar Series ist das Indianapolis 500.

## Meisterschaft

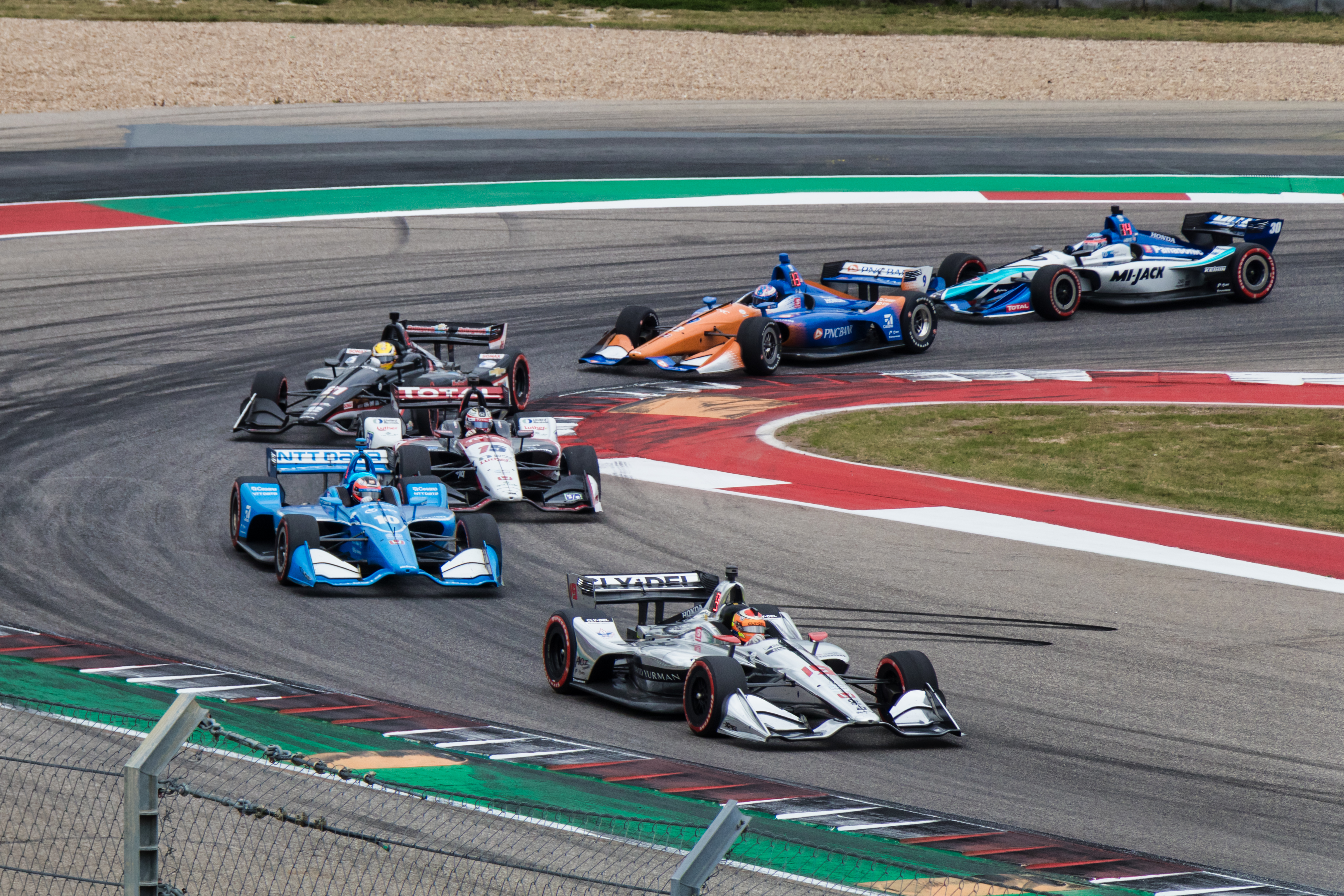
Rennszene auf dem Circuit of The Americas 2019

Die Meisterschaft wird seit 1996 ausgetragen. Es werden meist um 17 Rennen pro Saison gefahren, die fast alle in den Vereinigten Staaten stattfinden. Entsprechend der Rennergebnisse werden Punkte vergeben. Der Fahrer, der im Laufe der Saison die meisten Punkte sammelt, ist am Saisonende Titelträger. Punkte werden an alle Fahrer vergeben, die am Rennwochenende teilgenommen haben. Auch Fahrer, die im Rennen ausgeschieden sind, erhalten Punkte. Zusätzlich wird der bestplatzierte Neueinsteiger ausgezeichnet und in einer Herstellerwertung ein Titel verliehen. Die Meisterschaften der Vorgängerserien seit 1909 werden z. B. in Statistiken als Teil einer gemeinsamen Vergangenheit betrachtet. Der Name IndyCar leitet sich vom Indianapolis 500, oder kurz Indy 500, ab. Ein Sieg dort findet ähnlich viel Beachtung wie ein Meisterschaftsgewinn.
Die Rennen finden auf verschiedenen Typen von Rennstrecken statt. Zum einen gibt es Stadtkurse und permanenten Rundstrecken und zum anderen Ovalkurse, die sich in Superspeedways und Short Tracks unterteilen lassen. (Anm.) Die Teams stellen ihre Fahrzeuge nicht selber her, sondern kaufen sie von den entsprechenden Herstellern. Stand 2022 gibt es einen Chassishersteller (Dallara) und zwei Motorenhersteller (Chevrolet und Honda). Auch bei den Reifen gibt es mit Firestone einen Einheitsausrüster. Die Teams dürfen ein bis sechs Fahrzeuge pro Rennen einsetzen. Das Gros der Fahrer nimmt für ihre Teams an allen Rennen teil. Regelmäßig gibt es Starter, die bloß in einzelnen Rennen, insbesondere beim Indianapolis 500, antreten. Sie erhalten ebenfalls Punkte für die Meisterschaft. Wie im US-Motorsport üblich sind es die Teams, die feste Startnummern haben. Die Fahrzeuge eines Teams sind in der Regel unterschiedlich lackiert. Außerdem kommt es vor, dass die Lackierung zu einzelnen Rennen wechselt.

## Geschichte

### Vorgeschichte
Die Serie hat ihren Ursprung in den Rennen der American Automobile Association (AAA), die sie ab 1904 veranstaltete. 1955 entschied sich die AAA alle Motorsportaktivitäten einzustellen, inklusive der 1909 erstmals ausgetragenen nationalen Meisterschaft. Um diese fortzusetzen, gründete Tony Hulman, der Präsident des Indianapolis Motor Speedway, den United States Auto Club (USAC). 1979 kam es zum ersten Open Wheel Split. Mehrere Teamchefs waren mit der Vermarktung der Serie unzufrieden und gründeten ihre eigene Serie, nachdem ihre Bedenken vom USAC zurückgewiesen wurden. Diese Serie, die CART Indy Car World Series, entwickelte sich schnell zur prestigeträchtigeren. Der USAC hörte daraufhin auf Rennen zu veranstalten. Die einzige Ausnahme war das Indianapolis 500, das weiterhin unter der Kontrolle des USAC blieb. Mit der Einigung, dass das Indy 500 ab 1983 ein Wertungslauf der CART-Meisterschaft werde, kehrte wieder Stabilität in die Meisterschaft ein.

### Abspaltung
Im November 1991 schlug Tony George, Präsident des Indianapolis Motor Speedway (IMS) und Veranstalter des Indy 500, für die PPG Indy Car World Series eine neue Struktur mit der Gründung eines neuen Dachunternehmens, der Indy Car Inc., vor. Die CART lehnte dies ab. Im Februar 1992 lizenzierte die CART den Namen „IndyCar“ vom IMS, während George die Indy Car Inc. gründete. Diese beiden Vorgänge sollten in Zukunft noch erhebliche Probleme bereiten. In den folgenden Jahren wuchs der Unmut beim Indianapolis Motor Speedway. Das Unternehmen beklagte die zurückgehende Bedeutung der 500 Meilen von Indianapolis in der IndyCar (CART)-Serie. Im März 1994 kündigte George an, eine Konkurrenzserie zur PPG IndyCar World Series zu gründen: die Indy Racing League. Die CART protestierte erfolglos gegen das Vorhaben. Im September 1995 formierte sich die Konkurrenzserie, während die meisten IndyCar (CART)-Teams die Teilnahme an der Indy Racing League ablehnten. Im Januar 1996 veranstaltete die IRL unter Kontrolle des USAC ihr erstes Rennen in Orlando. Das wichtigste Rennen der Saison, das Indianapolis 500, fand seit diesem Jahr nicht mehr in der PPG IndyCar World Series, sondern in der IRL statt. Die entstandene Formelrennserie richtete bis 2004 ausschließlich auf Ovalstrecken Rennen aus.

### Konkurrenzsituation

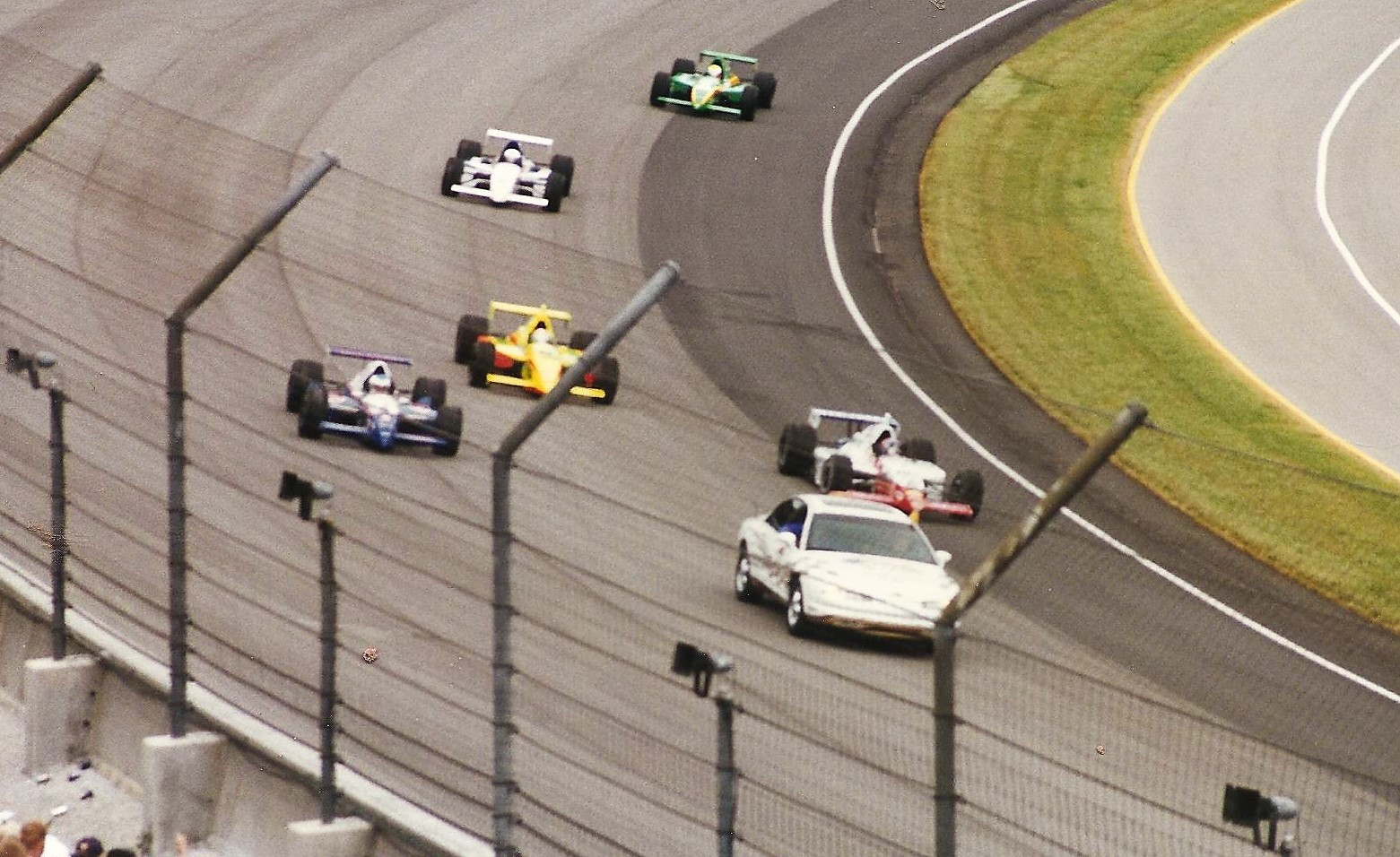
Einführungsrunden vor dem Indianapolis 500 1997

Unmittelbar nach der Gründung der neuen Serie bestand die IRL vor allem aus Teams, die bei der IndyCar World Series nur mäßig erfolgreich waren. Im Fahrerfeld fehlten die bisher traditionell vertretenen ehemaligen Formel-1-Fahrer aus allen Teilen Amerikas. Entsprechend wurde die Serie öffentlich kaum beachtet, einzig das Indianapolis 500 hatte hohe Zuschauerzahlen.
Die großen Teams blieben zunächst in der nach einer Markenrechtsklage jetzt CART World Series genannten, alten Serie. Hierbei entstand ein Problem für beide Seiten: Den CART-Teams fehlte das Top-Rennen in Indianapolis, welches die Einschaltquoten der anderen Rennen um ein Vielfaches übersteigt; die IRL-Teams fuhren den Rest der Saison praktisch ohne Zuschauer. Daher versuchten einige CART-Teams zunächst sich dennoch für das Indianapolis 500 zu melden, was jedoch meist nur von mäßigem Erfolg geprägt war, da die Erfahrung mit den Autos fehlte und die doppelte Entwicklungsarbeit sich als zu teuer erwies. Eine Ausnahme stellte das Team von Chip Ganassi dar, welcher mit seinem Fahrer Juan Pablo Montoya das Indianapolis 500 im Jahr 2000 gewann.
Der große Umbruch begann mit der Saison 2002: Penske Racing, eines der erfolgreichsten Teams der Szene, wechselte in die IRL. Mit der Saison 2003, seit der die IRL den Namen IndyCar Series nutzen darf, wechselten dann gleich mehrere Top-Teams, unter anderem Chip Ganassi Racing und Andretti Green Racing, in die Serie von Tony George. Hierdurch verlor die CART einen Großteil ihrer Substanz; in der IndyCar Series wurden damit jedoch vornehmlich auch nur die Verluste kaschiert: Abgesehen von drei Fahrern der beiden bisherigen Top-Teams Panther Racing und Kelley Racing lagen am Ende der Saison auf den ersten 13 Meisterschaftsplätzen nur Fahrer ehemaliger CART-Teams. Dennoch konnte die IRL kaum die traditionellen 33 Autos für das Indianapolis 500 aufbringen. Ab der Saison 2005 startete die IndyCar Series erstmals auch auf Stadt- und Rundkursen.
In den Folgejahren trat die IndyCar Series bezüglich ihrer Popularität auf der Stelle, wohingegen es mit CART weiter abwärtsging: Mit Mühe und Not konnte man die in den Verträgen mit den Streckeneignern festgeschriebenen 18 Autos an den Start bringen. Den Tiefpunkt markierte die Saison 2007, in der es bei fast jedem Rennen wechselnde Fahrerbesetzungen gab.
In der Zwischenzeit war dafür die NASCAR zu einem übermächtigen Konkurrenten herangewachsen: Deren Stockcar-Rennen waren durchweg ausverkauft und hatten sogar dem Indianapolis 500 den Rang bei den Einschaltquoten abgelaufen.

### Fusion

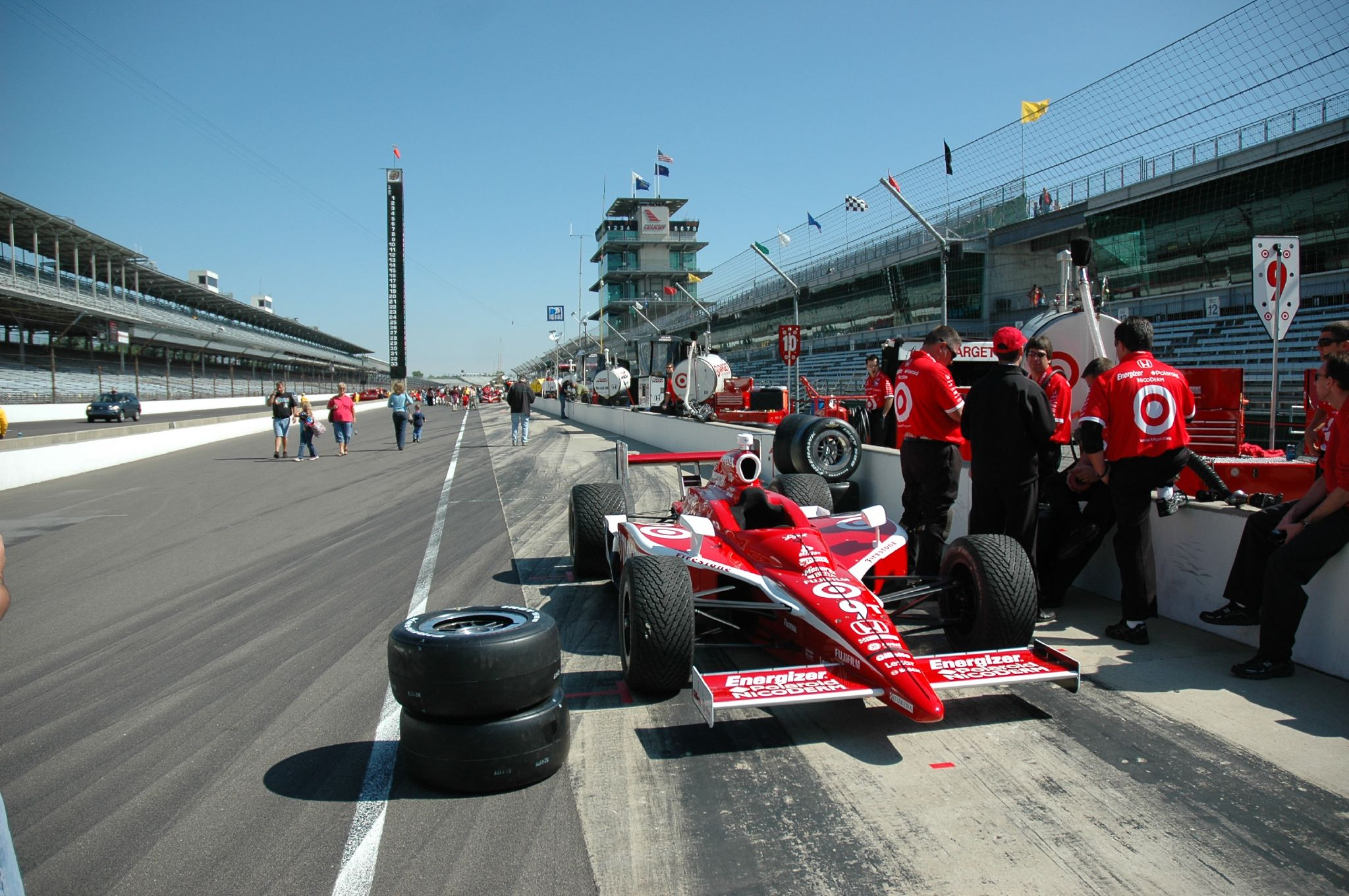
Dan Wheldons Dallara IR-05 in Indianapolis, 2008

Im Februar 2008 war die von Open Wheel Racing Series (OWRS), der Nachfolgeorganisation von CART, ausgetragene Champ-Car-Serie finanziell endgültig am Ende. In einem als Merger (Fusion) bezeichneten Akt wurden die Reste durch die IRL übernommen und ein Teil der Teams wechselte in die IndyCar Series. Diese erhielten von Tony George Dallara-Fahrzeuge gratis. Die Champ-Car-Teams trugen lediglich noch ein Abschlussrennen in Long Beach mit den Champ-Car-Fahrzeugen aus, welches jedoch voll mit IRL-Punkten gewertet wurde (ebenso wie das zeitgleich stattfindende IRL-Rennen in Motegi, Japan, in dem die „alten“ IRL-Teams antraten).
Die neu entstandene Serie war von einer gewissen Aufbruchstimmung gekennzeichnet: 25 Fahrzeuge waren über die Saison 2008 durchgehend am Start, bei den live in einem der großen US-Sender gezeigten Rennen in Texas und Chicago je 28 – die besten Werte seit langem. Einzig beim Indianapolis 500 mit „nur“ 37 Qualifikanten (von denen 33 starten) hielt sich die Verbesserung in Grenzen. Die ehemaligen Champ-Car-Teams waren auf den Ovalen zunächst hoffnungslos unterlegen, was sich jedoch im Verlauf der Saison besserte. Im Endeffekt entstand eine Saison, in der insgesamt zehn Fahrer die 18 Rennen gewannen, davon sechs zum ersten Mal in dieser Serie.

### Geeinte Serie

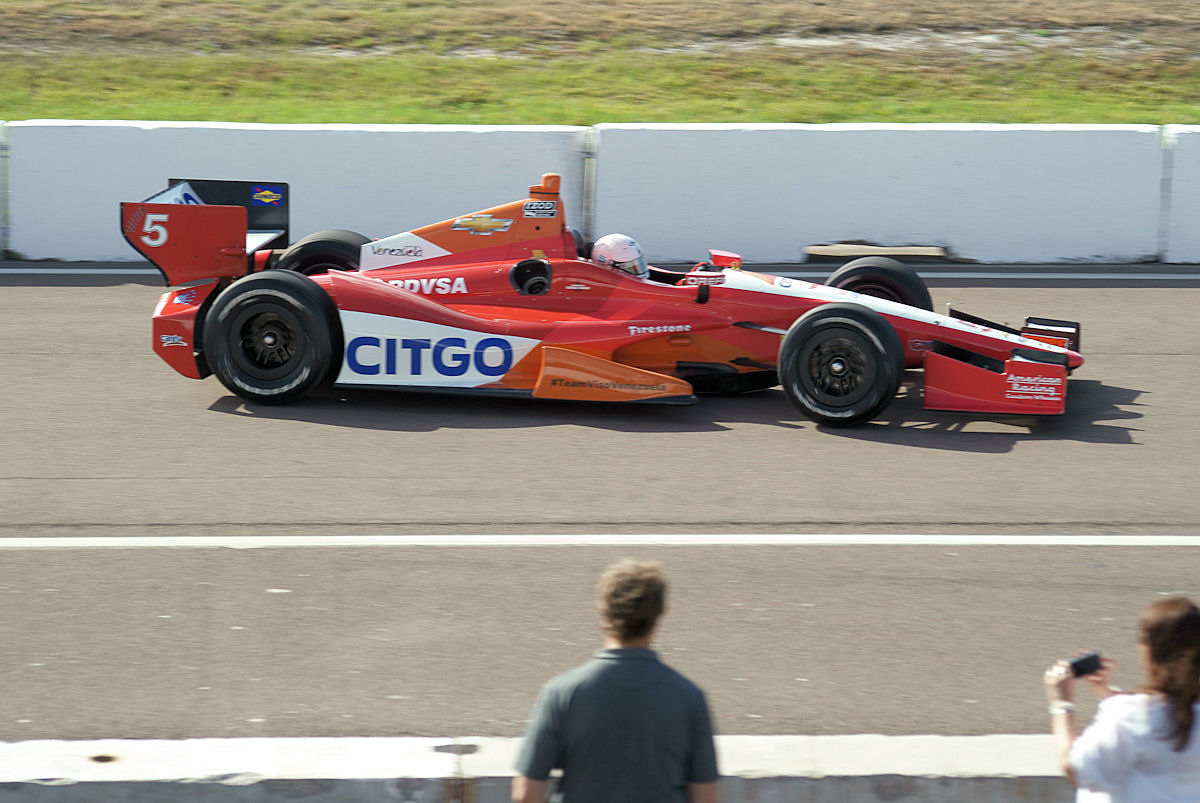
E. J. Viso im Dallara DW 12, 2012

Unter dem neuen IRL-CEO Randy Bernard wurden ab 2010 letzte Überbleibsel aus der geteilten Zeit entfernt. Der Veranstalter IRL wurde in IndyCar umbenannt und es wurde ein Statistikbuch herausgegeben, das die Rennen von AAA, USAC, CART und OWRS mit einschließt. Seit 2010 gibt es eine Wertung für den besten Rund-/Straßenkursfahrer und den besten Ovalfahrer. Sie wird jedoch seit 2013 kaum beworben und findet daher wenig Beachtung. Zur Saison 2012 wurde ein neues Chassis eingeführt, welches das noch vor der Fusion benutzte Dallara IR-05 ablöste. Dem ging das ICONIC-Projekt voraus, mit dem IndyCar einen Einheitsausrüster für seine Serie suchte. Vorschläge gab es von Lola, Swift Engineering, BAT, DeltaWing und Panoz. Hinzu kamen zu Honda mit Chevrolet und Lotus auch zwei neue Motorenhersteller. Da sich die Lotus-Motoren nicht als konkurrenzfähig herausstellten, wechselten zwei der drei Lotus-Teams während der Saison den Hersteller. Lotus zog sich nach einer Saison zurück. Die Ovalrennen in Indianapolis, Long Pond und Fontana wurden 2013 zur Triple Crown zusammengefasst. Für einen Fahrer, der alle drei Rennen gewänne, wurde ein Preisgeld in Höhe von 1 Million US-Dollar ausgeschrieben. 2014 vergab IndyCar für die drei Rennen doppelte Punkte. Die Triple Crown wurde 2015 eingestellt und die doppelten Punkte nur noch für das Indy 500 und Saisonfinale vergeben. Von 2015 bis 2017 fuhren die Teams mit Aero-Kits ihres Motorenherstellers. Die Wagen unterschieden sich z. B. bei den Motorabdeckungen und Frontflügeln. Seit 2018 benutzen die Teams wieder ein einheitliches Aero-Kit. 2020 verkaufte Inhaber Hulman & Company die Serie an die Penske Entertainment Corp, eine Tochtergesellschaft der Penske Corporation.

## Technik

### Fahrzeug

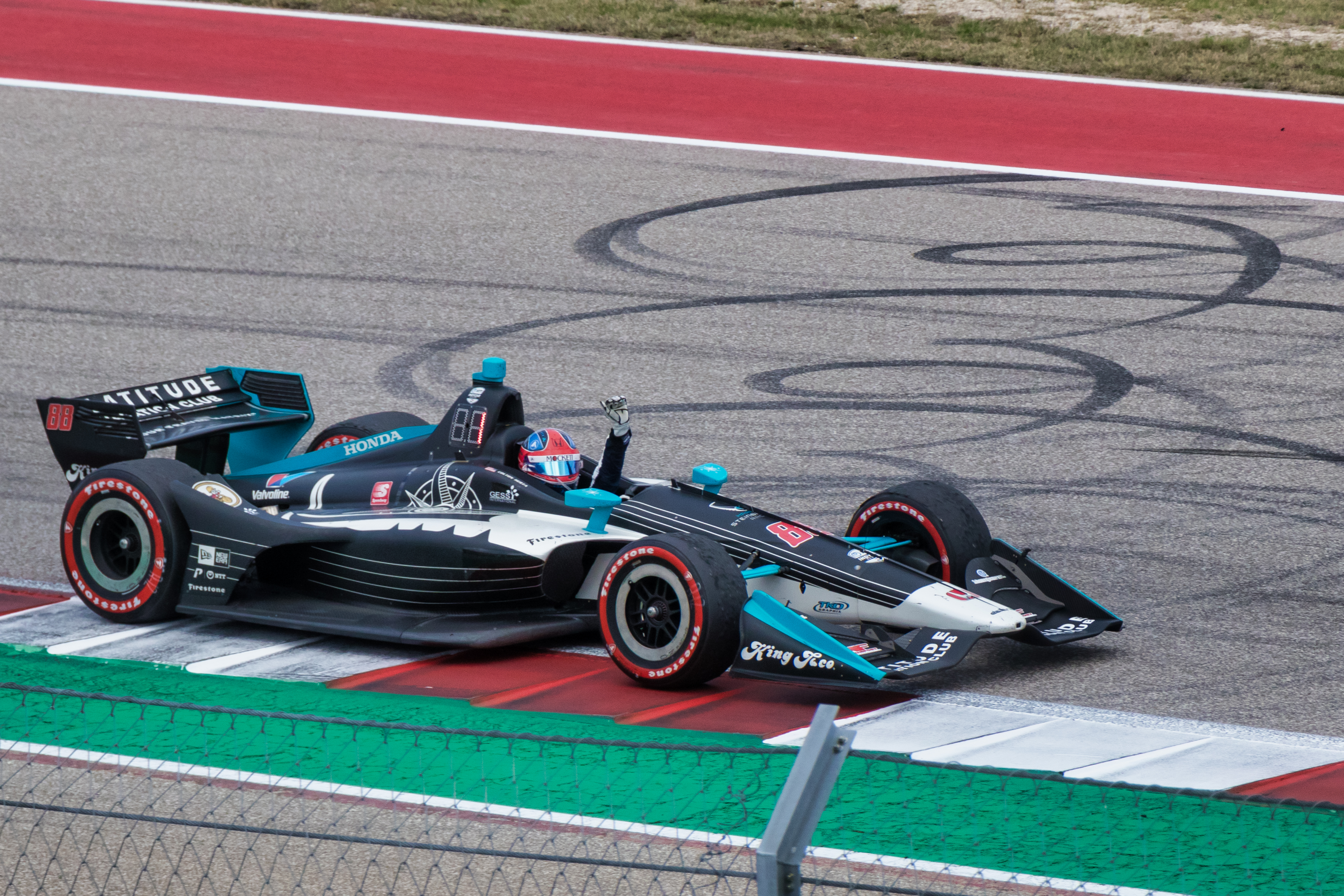
Ein Dallara DW12 von Colton Herta, 2019

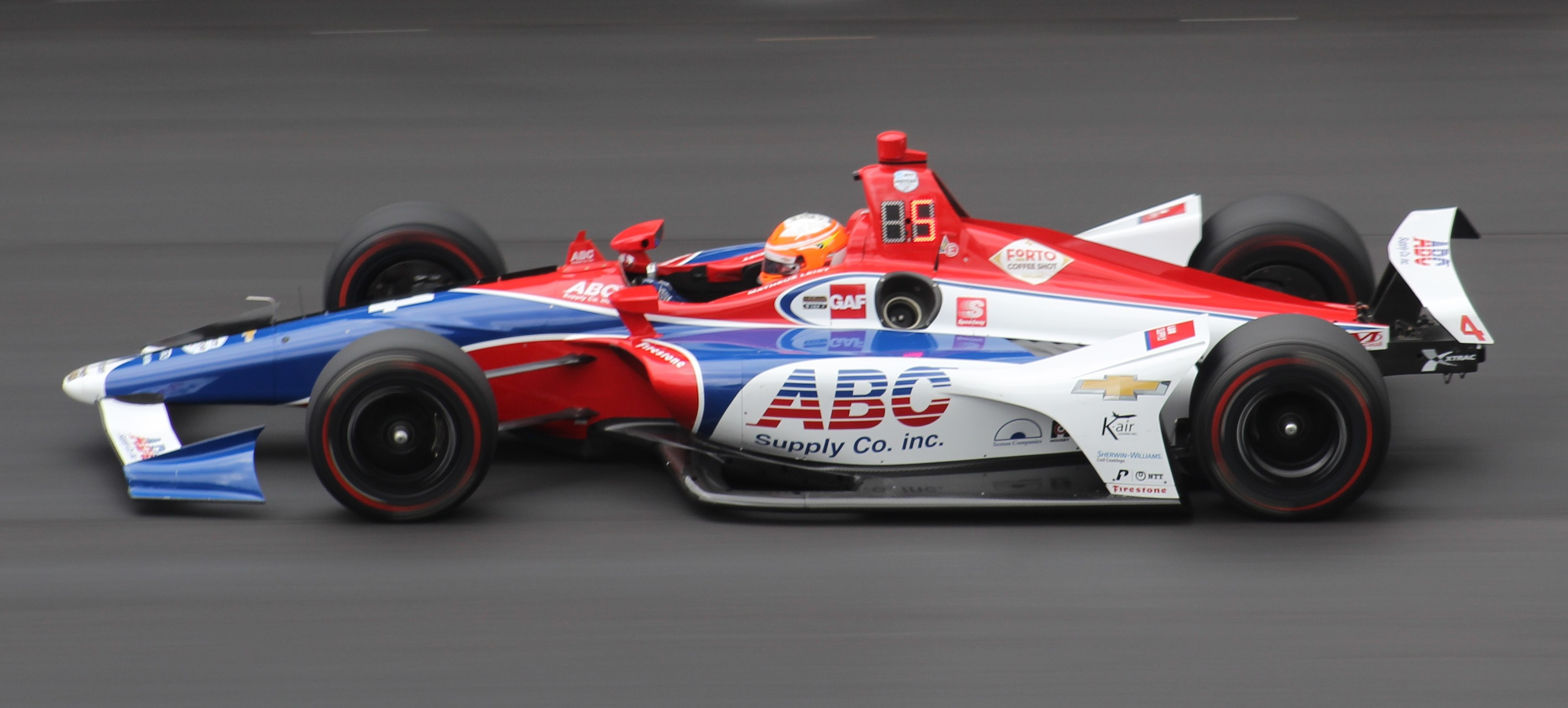
Das gleiche Fahrzeug in Superspeedwaykonfiguration

Im Gegensatz zur Formel 1 stellen die Teams die Hauptkomponenten Chassis und Motor nicht selbst her, sondern kaufen diese fertig ein. Mit dem Dallara DW12 steht seit der Saison 2012 ein Einheitschassis zur Verfügung, die Fahrzeuge der Hersteller Honda und Chevrolet unterscheiden sich somit nur im Motor. Es gibt jedoch auch Bereiche, in denen die Teams eigene Komponenten entwickeln dürfen. Dazu zählen z. B. nicht für den Motor gedachte Öle und Fette oder die Stoßdämpfer.
Nachdem Chevrolet und Honda neben Motoren drei Jahre lang auch ein eigenes Aerokit hergestellt haben, wurde 2018 wieder ein einheitliches Aerokit eingeführt. Es orientiert sich vom Aussehen an die CART-Fahrzeuge aus den 90ern, ist aber weiterhin auf dem DW12-Chassis aufgebaut. Im Gegensatz zu den vorherigen Aerokits erzeugt es weniger Abtrieb und weniger Dirty Air. Ungefähr zwei Drittel des Abtriebs erzeugt der Unterboden. Wie üblich gibt es drei Fahrzeugkonfigurationen, abhängig davon auf welcher Art Strecke gefahren werden soll. Es gibt je eine Konfiguration für Rundstrecken, Short tracks und Superspeedways. Auf den Rundstrecken kommen die großen Flügel mit drei Elementen zum Einsatz. Auf den Short tracks wird mit den gleichen Flügeln und einem Element weniger gefahren. Auf den Superspeedways wird hingegen mit deutlich kleineren Flügeln, die aus einem Element bestehen, gefahren. Dazu kommen noch größere Öffnungen im Unterboden außen von den Seitenkästen. Sie sollen ein Abheben bei Drehern verhindern. Auf den Ovalkursen ist das Fahrzeugsetup asymmetrisch: z. B. haben die Räder auf der linken Seite positiven Sturz und sind auf der rechten Seite gut einen Zentimeter größer im Durchmesser. Das Mindestfahrzeuggewicht hängt von der Konfiguration ab. Auf Straßenkursen beträgt es ca. 770 kg (1700 Pfund), auf Short tracks ca. 767 kg (1690 Pfund) und auf Superspeedways ca. 750 kg (1655 Pfund). Wiegt ein Fahrer mehr als 84 kg darf das Fahrzeuggewicht um den entsprechenden Überschuss reduziert werden. Die Fahrzeuge sind knapp über 1,9 Meter breit und ca. 5,1 Meter lang. IndyCars haben keine Servolenkung.
Bei den Ovalrennen kommt es zum Großteil auf das Fahrzeugsetup und den Mut des Fahrers an, das Auto bei weit über 300 km/h durch engste Lücken zu manövrieren. Auf den Rundkursen ist hingegen das fahrerische Können entscheidend, das auch ein schlechtes Setup ausgleichen kann. Zudem sorgt die große Leistungsdichte insbesondere auf den Ovalen dafür, dass sich die Kräfteverhältnisse im Rennverlauf immer wieder deutlich ändern. Auch spielt die Startaufstellung hier nur eine untergeordnete Rolle: Beim Saisonfinale 2008 lagen zeitweise drei der vier Fahrer aus den letzten beiden Startreihen in den Top 10 und Hélio Castroneves gewann gar vom letzten Startplatz.

### Motor und Kraftstoff
Ende der 1960er Jahre wurde als Kraftstoff Methanol eingeführt (damals in der Vorgänger-Organisation CART). Dies zwang die Teams, eine höhere Anzahl Boxenstopps durchzuführen, da der Brennwert von Methanol niedriger als der von Benzin ist, also mehr Liter pro Kilometer verbrannt werden. Da Methanol zudem ohne sichtbare Flammen verbrennt, wurde der charakteristische Wasserstrahl nach dem Tanken vorgeschrieben, um eventuell entzündetes Methanol zu löschen. Die Formel für 2004/2005 schrieb Fahrzeuge mit offenen Rädern, Einheitsreifen, sequentiellem 6-Gang-Getriebe und 3,0-Liter-V8-Saugmotoren vor. Im Jahr 2006 wurde eine zehnprozentige Ethanolbeimischung erfolgreich getestet. Seit der Saison 2007 fahren alle Rennwagen mit 100-prozentigem Ethanol-Kraftstoff. Dafür wurde der Hubraum des Motors auf 3,5 Liter erhöht und die Tankgröße von 30 auf 22 Gallonen (83 Liter) verkleinert, um die Anzahl an notwendigen Boxenstopps konstant zu halten. Seit der Saison 2012 kommen 2,2-Liter-V6-Turbomotoren zum Einsatz.

### Sicherheit
Bei Rennen oder Trainingsläufen der Rennserie waren bisher fünf Todesfälle von Rennfahrern zu beklagen. Am 17. Mai 1996 verstarb Scott Brayton, am 22. Oktober 2003 Tony Renna, am 26. März 2006 Paul Dana, am 16. Oktober 2011 Dan Wheldon und am 24. August 2015 Justin Wilson. Dies und eine im Vergleich zu anderen, vergleichbaren Rennserien sehr hohe Zahl an Verletzten sorgten zeitweise für einige Diskussionen. Inzwischen wurde deutlich an der Sicherheit gearbeitet. Zu den wichtigsten Veränderungen gehören veränderte Außenmauern an den Ovalen, die leicht nachgeben (SAFER Barrier) und ein verändertes Fahrzeug, bei dem das Getriebe nicht mehr als hinten hervorstehende starre Strebe wirkt – hierdurch nimmt das Fahrzeug mehr Energie bei einem Einschlag mit dem Heck auf. Außerdem wird für die Saison 2020 ein neuer Cockpitschutz eingeführt. Die Aeroscreen genannte Lösung ist eine Kombination aus Halo und Windschutzscheibe. Entwickelt wurde der Cockpitschutz von Red-Bull-Advanced-Technology.

## IndyCar-Rennstrecken

### National
Ursprünglich fanden die Rennen der IndyCar Series, vormals Indy Racing League, nur auf Ovalstrecken statt, da die Rennserie als reine Oval-Formel-Serie vermarktet werden sollte, um sich von den Champ Cars mit ihrer Streckenvielfalt abzuheben.
Von der vormaligen PPG IndyCar World Series wurden die beiden eine Meile langen Ovalstrecken New Hampshire Motor Speedway und Phoenix International Raceway übernommen. Hinzu kam das neu erbaute Eine-Meile-Tri-Oval im Walt Disney World Resort in Orlando, Florida. Zur gleichen Zeiten wurden mit Las Vegas Motor Speedway, Texas Motor Speedway, Charlotte Motor Speedway und Atlanta Motor Speedway erstmals auch mittel bis stark überhöhte 1,5-Meilen-Speedways von modernen Formel-Fahrzeugen befahren, die vorher nur der NASCAR vorbehalten waren. Diese stark überhöhten Speedways kamen aber schon zu dieser Zeit in die Kritik, da es dort sehr heftige Unfälle gab – insbesondere nach einem sehr tragischen Unfall, bei dem 1999 drei Zuschauer auf dem Charlotte Motor Speedway durch umherfliegende Trümmerteile ums Leben gekommen waren. Zu einem weiteren schweren Unfall kam es 2003 auf dem Texas Motor Speedway, bei dem Kenny Bräck schwer verletzt wurde und nur knapp dem Tod entkam.
Nach diesem Unfall wurden in den folgenden Jahren die Rennen in Las Vegas, Charlotte, Atlanta und auch Dover aus dem Kalender gestrichen. Stattdessen übernahm die IRL in den Jahren 2000 bis 2003 die meisten der traditionellen, weil nur leicht überhöhten Champ-Car-Ovale, wie Homestead-Miami Speedway, Gateway International Raceway, Nazareth Speedway, Michigan International Speedway und California Speedway. Später kamen die neu erbauten 10–18° überhöhten 1,3 bis 1,5 Meilen langen Tri-Oval-Strecken Kentucky Speedway, Kansas Speedway, Chicagoland Speedway und Nashville Superspeedway hinzu. Diese bildeten bis 2010 das Rückgrat der IndyCar Series. Daneben gab es aber auch Rennen auf Shorttracks wie Richmond International Raceway oder Iowa Speedway – ein Streckentyp, der bis dahin nur selten von IndyCars befahren worden war.
Der Homestead-Miami-Speedway wurde 2003 umgebaut und die Kurvenüberhöhung auf etwa 20° erhöht. Dort kam es 2006 zu einem weiteren schweren Unfall, bei dem Paul Dana ums Leben kam. Auch dies löste wieder Kritik an den Ovalrennen der IndyCar aus.
Ab dem Jahre 2005 wurden in der IndyCar Series erstmals auch Straßenkurse befahren. Das erste derartige Event fand in St. Petersburg statt. Daneben wurden auch die beiden NASCAR-Strecken von Watkins Glen und Sonoma in den Rennkalender aufgenommen. Dafür wurde die Anzahl der Ovalrennen reduziert. 2005 schieden für Sonoma und Watkins Glen der Pikes Peak International Raceway beziehungsweise der Nazareth Speedway aus der IndyCar Series aus. Diese beiden Ein-Meilen-Ovale wurden zeitgleich auch ganz geschlossen.
Nach der Fusion mit der Champ Car World Series im Jahr 2008 wurden in den kommenden Jahren einige ehemalige Straßenkursrennen dieser Serie übernommen, beispielsweise das Rennen auf dem Long Beach Grand Prix Circuit. Hinzu kamen auch völlig neue Rennen in Baltimore und dem Barber Motorsports Park.
Trotz der Reduktion der Ovalrennen in den Jahren 2005 bis 2011 kamen einige altbekannte Ovale wieder in den Kalender, darunter die Milwaukee Mile, der New Hampshire Speedway von Loudon oder auch der Las Vegas Motor Speedway. Letzterer sollte im Jahre 2011 für eine Tragödie mitverantwortlich sein, bei dem der Rennfahrer Dan Wheldon in einem 15 Auto umfassenden Massencrash ums Leben kam. Daraufhin wurden immer mehr Stimmen von Rennfahrerkollegen und der Presse laut, die Ovalrennen mit Formelautos für zu gefährlich halten. Insbesondere die starke Kurvenüberhöhung ist im Zusammenhang mit den IndyCars in der Kritik. Auch der Las Vegas Motor Speedway wurde wie der Homestead-Miami-Speedway nachträglich mit einer größeren Überhöhung ausgestattet. Seit ungefähr 2015 ist die Streckenvielfalt ausgeglichener. Permanente Rennstrecken, Stadtkurse und Ovale machen jeweils ca. ein Drittel des Rennkalenders aus.

### International
Obwohl die IRL ursprünglich als rein US-amerikanische Serie geplant war, wurden im Laufe der Jahre einige internationale Rennen in den Kalender aufgenommen. Das erste derartige Rennen fand 2002 auf dem Twin Ring Motegi in Japan statt. Da die CCWS im Jahre 2008 mit der ICS fusionierte, wurde im gleichen Jahr ein für die CCWS geplantes Rennen in Surfers Paradise in der ICS abgehalten, welches aber nicht zur Meisterschaft zählte. Zur Meisterschaft zählten hingegen die beiden von der CCWS übernommenen kanadischen Rennen in Edmonton und Toronto. Später kam dann noch ein Rennen auf einem neu entstandenen Stadtkurs in São Paulo in Brasilien hinzu. 2012 sollte die IndyCar Series erstmals in China auf dem Straßenkurs in Qingdao gastieren. Das Rennen wurde jedoch während der Saison abgesagt.

### Indianapolis 500
Das Indianapolis 500 blieb trotz der vielen Änderungen im Rennkalender immer ein besonderes Event. So wurden beispielsweise nach der Übernahme der Superspeedways Michigan International Speedway und California Speedway im Jahre 2002 die Länge dieser Superspeedwayrennen von vormals 500 Meilen unter CART auf 400 Meilen unter der IRL gesenkt, damit die 500 Meilen von Indianapolis weiterhin einen Sonderstatus unter den Superspeedways innehatten. Seit der Saison 2014 gibt es für die Rennen in Indianapolis doppelte Meisterschaftspunkte, um den Status aufzuwerten.

## Vergleich mit der Formel 1
Die IndyCar Series wird, wie früher auch die Champ-Car-Serie, oft als US-Pendant zur Formel 1 bezeichnet. Dieser Vergleich rührt daher, dass die Formel 1, bis vor einigen Jahren, in den USA praktisch keine Rolle spielte. Zu Hochzeiten von CART vor der Aufspaltung konnte sie der Formel 1 in Sachen Medienwirksamkeit und Zuschauerinteresse durchaus gefährlich werden. Die Trennung sorgte dafür, dass der Vergleich der Rennserien immer ungleicher wurde. Heute ist die Formel 1 in Sachen Zuschauerzahlen, Medienwirksamkeit und Image weltweit der IndyCar Series überlegen. Auch bei den Rundenzeiten ist die Formel 1 überlegen. Der Circuit of The Americas ist die einzige Strecke auf der beide Serien fuhren. Beim einzigen Rennwochenende der IndyCar Series auf der Strecke 2019 betrug die schnellste Zeit in der Qualifikation 1:45,4542 min und im Rennen 1:48,8953 min. Später im Jahr betrugen die Zeiten der Formel 1 in der Qualifikation 1:32,029 min und im Rennen 1:36,169 min.

## IRL- bzw. IndyCar-Series-Meister
| Jahr    | Fahrer                   | Team                                       | Rookie des Jahres   |
| ------- | ------------------------ | ------------------------------------------ | ------------------- |
| 1996    | Buzz Calkins Scott Sharp | Bradley Motorsports A. J. Foyt Enterprises | keine Auszeichnung  |
| 1996/97 | Tony Stewart             | Team Menard                                | Jim Guthrie         |
| 1998    | Kenny Bräck              | A. J. Foyt Enterprises                     | Robby Unser         |
| 1999    | Greg Ray                 | Team Menard                                | Scott Harrington    |
| 2000    | Buddy Lazier             | Hemelgarn Racing                           | Airton Daré         |
| 2001    | Sam Hornish jun.         | Panther Racing                             | Felipe Giaffone     |
| 2002    | Sam Hornish jun.         | Panther Racing                             | Laurent Rédon       |
| 2003    | Scott Dixon              | Chip Ganassi Racing                        | Dan Wheldon         |
| 2004    | Tony Kanaan              | Andretti Green Racing                      | Kosuke Matsuura     |
| 2005    | Dan Wheldon              | Andretti Green Racing                      | Danica Patrick      |
| 2006    | Sam Hornish jun.         | Penske Racing                              | Marco Andretti      |
| 2007    | Dario Franchitti         | Andretti Green Racing                      | Ryan Hunter-Reay    |
| 2008    | Scott Dixon              | Chip Ganassi Racing                        | Hideki Mutō         |
| 2009    | Dario Franchitti         | Chip Ganassi Racing                        | Raphael Matos       |
| 2010    | Dario Franchitti         | Chip Ganassi Racing                        | Alex Lloyd          |
| 2011    | Dario Franchitti         | Chip Ganassi Racing                        | James Hinchcliffe   |
| 2012    | Ryan Hunter-Reay         | Andretti Autosport                         | Simon Pagenaud      |
| 2013    | Scott Dixon              | Chip Ganassi Racing                        | Tristan Vautier     |
| 2014    | Will Power               | Team Penske                                | Carlos Muñoz        |
| 2015    | Scott Dixon              | Chip Ganassi Racing                        | Gabby Chaves        |
| 2016    | Simon Pagenaud           | Team Penske                                | Alexander Rossi     |
| 2017    | Josef Newgarden          | Team Penske                                | Ed Jones            |
| 2018    | Scott Dixon              | Chip Ganassi Racing                        | Robert Wickens      |
| 2019    | Josef Newgarden          | Team Penske                                | Felix Rosenqvist    |
| 2020    | Scott Dixon              | Chip Ganassi Racing                        | Rinus VeeKay        |
| 2021    | Alex Palou               | Chip Ganassi Racing                        | Scott McLaughlin    |
| 2022    | Will Power               | Team Penske                                | Christian Lundgaard |
| 2023    | Alex Palou               | Chip Ganassi Racing                        | Marcus Armstrong    |

## Frauen in der IndyCar Series
Die IndyCar Series verfügt im Vergleich zu anderen bekannten Rennserien über einen hohen Frauenanteil.
- Lyn St. James, von 1996 bis 2000 aktiv, mit insgesamt fünf Rennen (zwischen 1992 und 1995 zusätzlich elf Rennen in der CART-Serie). Ein achter Platz 1996 in Orlando war ihr bestes Ergebnis.
- Sarah Fisher, von 1999 bis 2010 aktiv, mit insgesamt 83 Rennen. Ein zweiter Platz 2001 in Homestead und eine Pole 2002 in Kentucky waren ihre besten Ergebnisse.
- Danica Patrick, von 2005 bis 2011 und beim Indy 500 2018 aktiv, mit insgesamt 115 Rennen. Der Sieg 2008 in Motegi und drei zweite Plätze (2007 in Detroit, 2010 in Fort Worth und Homestead) sind ihre besten Ergebnisse.
- Milka Duno, von 2007 bis 2010 aktiv, mit insgesamt 43 Rennen und fünf Führungsrunden 2008 in Joliet. Ein elfter Platz 2007 in Fort Worth war ihr bestes Ergebnis.
- Simona de Silvestro, von 2010 bis 2013 sowie 2015 und 2021 aktiv, mit insgesamt 72 Rennen. Ein zweiter Platz in Houston 2013 war ihr bestes Ergebnis.
- Ana Beatriz, von 2010 bis 2013 aktiv, mit insgesamt 29 Rennen.
- Pippa Mann, von 2011 bis 2019 aktiv, mit insgesamt 19 Rennen.
- Katherine Legge, von 2012 bis 2013 aktiv, mit insgesamt elf Rennen (2006 und 2007 zusätzlich 28 Rennen in der Champ-Car-Serie).

(Stand: Saisonende 2021)